# Otakar Dvořák (architekt)
Otakar Dvořák (15. října 1938 Neveklov – 16. srpna 2022 Praha) byl česko-americký architekt a urbanista. V USA založil architektonické kanceláře: Otto Dvorak Architects a A&DS, Architecture and Development Strategies a v Česku od 1996 CDI/city design international, s.r.o.

## Život a tvorba
Rané dětství prožil v kultivované středostavovské rodině. Rodiče byli profesoři na gymnáziu v Benešově a dědeček působil jako malíř – byl autorem mnoha vitráží v kostelech po celé Rakousko-Uherské monarchii. Po dokončení gymnázia studoval ČVUT – fakultu architektury v Praze a po absolutoriu začal v Československu pracovat jako architekt. Mládí prožil v 50. a 60. letech v zemi východního bloku, těžko snášel totalitní nesvobodu, a proto se rozhodl Československo opustit. V dubnu 1968 Otakar odcestoval do Spolkové republiky Německo a začal pracovat v architektonické kanceláři v Düsseldorfu, kde ho v srpnu 1968 zastihla sovětská okupace Československa. V lednu 1969 dosáhl svého cíle emigrovat do Spojených státu amerických a usadil se ve státe Massachusetts. V Bostonu studoval na Harvardově univerzitě – Graduate School of Design, kde 1976 získal magisterský titul. Pracoval v několika vysoce renomovaných architektonických kancelářích včetně kanceláře Paula Rudolpha.V sedmdesátých letech působil jako pedagog na Harvardově univerzitě (GSD) a prostřednictvím této univerzity získal roční stipendium v Saúdské Arábii, kde se podílel na založení King Abdulaziz University. Jeho kariéra ve Spojených státech vyvrcholila partnerstvím v prestižní bostonské kanceláři Steffian & Bradley Architects, kde byl viceprezidentem a odpovědným projektantem pro rozsáhlé projekty včetně komplexu bytů River Court v East Cambridge, vícepodlažních bytů ve Springfieldu, seniorských bytů na Lasell University a mnoha dalších. Po sametové revoluci a krátkém intermezzu v Moskvě, kde zažil neúspěšný převrat, se v srpnu 1991 vrátil do Prahy, kde brzy zjistil, že své bohaté zkušenosti v celé řadě oborů v různých kulturních prostředí může uplatnit ve své poradenské a architektonické činnosti v Česku.
Mezi jeho mnoha projekty, které během návratu do Prahy dokončil, byly kancelářská budova Praha City Center v Praze 1, multifunkční komplex Palác Flora, Business Park na Chodově a administrativní budovy na Praze 7. Byl také koncepčním designerem dvou exkluzívních pražských hotelů: Four Seasons, v centru Starého města a Mandarin Oriental na Malé Straně. Citlivým zacházením se stávajícími starými budovami, jejich kombinací s novou funkčností, si získal respekt Kanceláře hlavního architekta hlavního města Prahy a dlouholeté členství v poradním sboru Státního památkového ústavu v Praze (dnes Národní památkový ústav, územní odborné pracoviště v Praze).
Během své kariéry působil jako poradce a učitel mnoha mladých architektů, kteří si ho budou pamatovat pro jeho pozornost a odbornost. 
Držel se zásady, že architektura není práce, ale stav mysli. "Překonávání rekordů," řekl, "vede k senzacechtivosti a v architektuře k povrchnosti. To je jako byste si zvykli na hlasitou hudbu, a pak ta musí být stále hlasitější, abyste ji vůbec vnímali."

### Pedagogická činnost a expertní činnost:
- lektor na Harvard University GSD Continuing Education Program, Cambridge, MA (1978–1989)
- profesor na King Abdulaziz University, School of Environmental Design, Jeddah (1976–1977)
- od devadesátých let do roku 2022 přednášel jako člen řady sborů expertů v USA a Česku
- je autorem konceptu a textu pro knihu o projektu Palladium Praha, 2013[2]

### Udělené ceny/odměny
- Vídeň-Budapešť Světová výstava, 1995 urbanistická soutěž, odměna
- Bytové komplexy pro seniory, Winthrop, Dracut, MA, odměna
- Rivercourt, multifunkční komplex, architektonická soutěž, Cambridge, MA, první cena a realizace
- Newburyport, urbanistická soutěž na řešení nábřeží, Newburyport, MA, první cena a realizace
- Hotel Four Seasons Prague, MIPIM Award 2001[3]
- Laser Center Břežany, ve spolupráci s Boogle Architects: architektonický projekt roku 2014, zvláštní cena za stavebně-technické řešení konstrukce budovy a Cena Ministerstva průmyslu a obchodu ČR v soutěži Stavba roku 2016[4], 1. místo v mezinárodní soutěži MIPIM Awards 2016[5].

### Členství v porotách
Architekt Dvořák byl členem mnoha porot v 80. letech v USA a od roku 1992 do 2022 v České republice, včetně mezinárodní architektonické soutěže a workshopu k projektu Bořislavka, Praha 6, 2014 jako předseda poroty. Od 2015 do své smrti v roce 2022 byl předsedou poroty mezinárodní soutěže pro mladé architekti Inspireli Awards.

### Autorizace
- Autorizovaný architekt v České republice, ČKA (Česká komora architektů), č. autorizace 02989
- Autorizovaný architekt v USA, NCARB (National Council of Architectural Registration Boards), certifikát v státech: Massachusetts, Connecticut, New Hampshire, Rhode Island, Vermont, New York, Tennessee, Puerto Rico

### Členství v odborných organizacích
- Česká komora architektů
- American Institute of Architects, AIA
- AIA European Continental Chapter, působil jako územní ředitel
- Massachusetts State Association of Architects
- Boston Society of Architects, BSA
- Boston Architectural Center, BAC
- National Trust for Historical Preservation
- Harvard University Graduate School of Design, člen poradního výboru pro kariéru
- Americká obchodní komora, AmCham

## Dílo
Otakar Dvořák pracoval více než 50 let v oboru plánování vývoje měst, architektury, urbanismu a interiérového designu ve Spojených státech, Evropě a na Středním východě.. Díky své bohaté zkušeností, měl příležitost pracovat na rozmanité řadě projektů včetně velkých urbanistických a plánovacích úkolů, komerčních, hotelových, rezidenčních, institucionálních budov a interiéru pro velké korporace, developery, instituce a státní organizace.

### Realizované projekty Česko / výběr
- Praha City Center, Praha 1 (1993–1995), multifunkční centrum, ve spolupráci s Atelierem H1, Hradec Králové
- U Uranie a Metropolitan, Praha 7 (1996–1999), kancelářské budovy, ve spolupráci s Atelierem  H1, Hradec Králové
- Four Seasons Hotel, Praha 1 (1996–2002), ve spolupráci s kanadskými konzultanty a Atelierem Dům a Město
- Skandinávské centrum, Praha 2, Karlovo náměstí (2002), multifunkční budova, ve spolupráci s: SIAL Liberec a Lohan Associates, Chicago
- Palác Flora, Praha 3 (2003), multifunkční komplex ve spolupráci s atelierem Petr Franta Architekti
- Business Technology Park (KIZ) (2005), Praha 11, ve spolupráci s CMC Architekti
- Hotel Mandarin Oriental, Praha 1 (1996–2005), ve spolupráci s atelierem Dům a město
- Holešovický pivovar, Praha 7 (2008), multifunkční komplex, ve spolupráci s CMC Architekti

### Realizované projekty v USA (v letech 1974–1991) / výběr
- Rivercourt, Cambridge, MA, 200+ luxusních bytových jednotek v klíčové lokaci revitalizačního území
- The Burges Lang, Worcester, MA, nástavba a renovace staré tovární budovy pro bydlení a rekreaci
- Exeter Towers, Boston, MA, nová bytová výstavba v historickém jádru
- The Devonshire, Boston, MA, první multifunkční/rezidenční výšková stavba v historickém jádru
- Sugar River Mill, Claremont, NH, revitalizace komplexu dílen a továren na byty (v rámci federálních programů sekce 8)
- Glenridge, Newton, MA, domov pro seniory, 200 jednotek, program domova napojený na program univerzity,
- Later Life Community, Southborough, MA, 200 jednotek, s rozsáhlým rekreačním parkem
- Hobart and William Smith Colleges, Geneva, NY, univerzita a hotel, 150 pokojů, architektonické a urbanistické řešení
- Loon Mountain, New Hampshire, sporthotel, 200 pokojů
- Grand Central Hotel, Greenville, Tennessee, rekonstrukce historického hotelu, 140 pokojů

### Nerealizované projekty a studie:
- Rohanský ostrov, Praha 8, urbanistická studie pro multifunkční projekt
- Žižkovské nádraží, Praha 3 (2008–2012), urbanistická řešeni a příprava dokumentace multifunkčního projektu Revitalizace nádraží Žižkov Sever, ve spolupráci s Boogle Architects
- Vítězné náměstí, Praha 6, urbanistické studie pro úřad městské části
- Wilsonovo a Masarykovo nádraží, Praha 1, urbanistická studie jako podklad k soutěži pro Útvaru hlavního architekta města
- Palladium, Praha 1, poradenství konceptuálního návrhu
- Lobkowiczova knihovna, Nelahozeves, studie knihovny pro rodinné sbírky
- Park Nelahozeves pro obec Nelahozeves,
- Masaryk Center, Na Florenci, Praha 1; Odborné posouzeni pro polyfunkční objekt
- Metropolitan Corporate Center, MA, USA, technologický park, urbanistická studie pro komunitu
- Cliff Shoals, RI, USA, architektonická studie pro bytový komplex
- Liberty Square, Worcester, MA, USA revitalizační studie pro multifunkční projekt
- Newburyport Landing, Newburyport, MA, USA revitalizační studie